# Elezioni regionali in Valle d'Aosta del 2003
Le elezioni regionali in Valle d'Aosta del 2003 si svolsero l'8 giugno per il rinnovo del Consiglio regionale. Venne confermato lo sbarramento al 5,71%.

## Risultati elettorali
| Partiti                                                  | voti   | voti (%) | seggi |
| -------------------------------------------------------- | ------ | -------- | ----- |
| Union Valdôtaine (UV)                                    | 35.297 | 47,23%   | 18    |
| Stella Alpina (SA)                                       | 14.817 | 19,83%   | 7     |
| Gauche Valdôtaine - Democratici di Sinistra              | 7.248  | 9,70%    | 4     |
| Casa delle Libertà (CDL)                                 | 7.041  | 9,42%    | 3     |
| Arcobaleno - Vallée d'Aoste                              | 5.897  | 7,89%    | 3     |
| Alé Vallée                                               | 3.539  | 4,74%    | -     |
| Destra Valdostana                                        | 346    | 0,46%    | -     |
| Unione Walser - Union pour les Walser - Union fur Walser | 277    | 0,37%    | -     |
| Insieme - Ensemble - Zusammen                            | 265    | 0,35%    | -     |
| Totale                                                   | 74.727 | 100,00   | 35    |

Fonti: Ministero dell'Interno, ISTAT, Istituto Cattaneo, Consiglio Regionale della Valle d'Aosta